# Saint-Mard (Somme)
Saint-Mard è un comune francese di 198 abitanti situato nel dipartimento della Somme nella regione dell'Alta Francia.

## Società

### Evoluzione demografica
Abitanti censiti